# Digital Devil Story: Megami Tensei
Digital Devil Story: Megami Tensei (デジタル・デビル物語 女神転生?, Dejitaru Debiru Sutōrī: Megami Tensei) è il primo titolo della serie di videogiochi di ruolo Megami Tensei, pubblicato per Family Computer dalla Namco nel 1987. Fu sviluppato dalla Atlus, in seguito anche editrice della maggior parte dei titoli della serie, mentre i primi due videogiochi furono editi dalla Namco, che aveva appena rilevato i diritti per la trilogia di romanzi horror di Aya Nishitani Digital Devil Story, il cui primo volume, Megami Tensei, rappresentò l'ispirazione per questo videogioco.
Digital Devil Story: Megami Tensei è un videogioco di ruolo alla giapponese caratterizzato da ampie parti di esplorazione e con tema portante i demoni, caratteristiche che diverranno tipiche di tutta la serie.
Un gioco tratto dallo stesso romanzo, Digital Devil Story: Megami Tensei (デジタル・デビル・ストーリー 女神転生?), fu pubblicato lo stesso anno per PC-88, MSX, FM-7 e Sharp X1 dalla Telenet Japan, ma è del tutto diverso e gli aspetti tipici dei videogiochi di ruolo sono molto minori. Nel 1994 la Atlus realizzò un remake della versione Namco, che insieme al suo sequel Digital Devil Story: Megami Tensei II furono pubblicati su una sola cartuccia intitolata Kyūyaku Megami Tensei (旧約・女神転生?, lett. "Megami Tensei: Il Vecchio Testamento"). Questi videogiochi non sono mai stati commercializzati al di fuori del Giappone.

## Trama
Akemi Nakajima è uno studente di scuola superiore e un prodigio della programmazione informatica, al punto di essere stato in grado di creare un programma in grado di evocare demoni dal Makai. L'intenzione iniziale per cui il programma era stato creato era vendicarsi di un compagno di classe che aveva fatto bullismo su di lui, tuttavia Nakajima perde presto il controllo della situazione. Il ragazzo quindi riesce a coinvolgere la sua amica Yumiko Shirasagi, una studentessa trasferita innamorata di Nakajima, che il ragazzo ha scoperto essere la reincarnazione della dea Izanami, l'unica in grado di combattere i potenti demoni che ha inavvertitamente liberato. Infatti Nakajima era stato ingannato allo scopo di evocare un demone di nome Loki attraverso il suo programma.  Contemporaneamente, Isma Feed, genio del computer americano ha invocato il demone Set, al fine di sfruttare il suo potere. Il gioco inizia dopo la fine dei primi due romanzi della serie Digital Devil Story, in cui i demoni Loki e Set sono stati già sconfitti. Tuttavia un terzo demone, Lucifer, li ha fatti rinascere allo scopo di tentare ancora l'invasione del mondo umano.

## Modalità di gioco
Digital Devil Story: Megami Tensei è caratterizzato da numerosi elementi di gameplay che diverranno in seguito le principali caratteristiche dell'intera serie Megami Tensei, inclusa la cattura di demoni e la fusione con essi e l'esplorazione di labirinti con visuale in prima persona. Durante l'esplorazione dei labirinti il giocatore è dotato di una mappa automatica, che si completa man mano che il labirinto viene esplorato. Il gioco non ha la possibilità di effettuare salvataggi, ma fornisce ai giocatori delle password per ricominciare a giocare da un determinato punto, anche se nei remake successivi del gioco questa caratteristica è stata eliminata.

## Accoglienza ed eredità
Kurt Kalata, in una recensione della serie sulla rivista Hardcore Gaming 101, ha dichiarato che "È sorprendente quanto in profondità vengono sviluppato i mostri e le fusioni, considerando l'età del gioco... A differenza di altri giochi del periodo, le battaglie sono molto più rapide, soprattutto grazie alla comoda funzione dell'"auto battle", che rende più  equilibrati i combattimenti".
Digital Devil Story: Megami Tensei è stato il primo gioco nella serie Megami Tensei, che è stata definita la terza serie di ruolo più amata in Giappone, dopo Dragon Quest e Final Fantasy. Molti degli aspetti del gameplay sono stati mantenuti in tutti i giochi della serie, in particolare la cattura dei demoni e la loro fusione.